# Alvöns naturreservat
Alvöns naturreservat är ett naturreservat i Tossene socken i Sotenäs kommun i Bohuslän. Ön ligger nordväst om Hunnebostrand och har varit naturreservat sedan 1931 för sina många jättegrytors skull. Naturreservatet omfattar hela ön och är omkring 8 hektar stort. Det förvaltas av Västkuststiftelsen.